# Sequeira (Braga)
Sequeira ist eine Gemeinde im Norden Portugals.

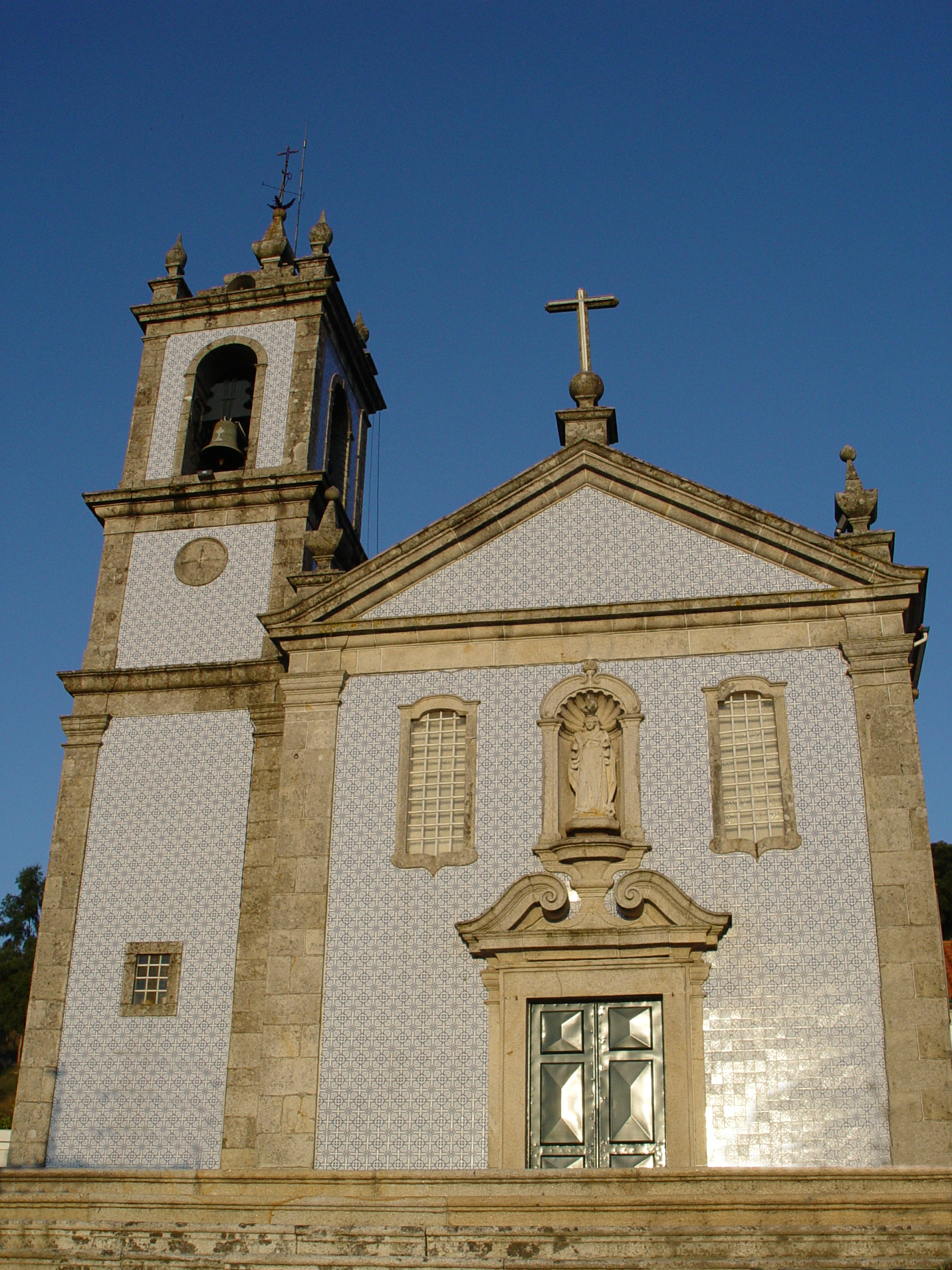
Kirche von Sequeira

Sequeira gehört zum Kreis Braga im gleichnamigen Distrikt Braga, besitzt eine Fläche von 4,4 km² und hat 1741 Einwohner (Stand 19. April 2021).